# جولييان دوارتي
جولييان دوارتي (16 يونيو 1994 - ) (بالإسبانية: Julián Duarte)‏ هو لاعب كرة طائرة المكسيك.